# Blagoja Todorovski
Blagoja Todorovski (Skopie, 11 de junio de 1985) es un futbolista macedonio que juega de lateral derecho o interior derecho en el KF Teuta Durrës de la Superliga de Albania. Fue un componente de la selección de fútbol de Macedonia del Norte, con la que disputó cuatro partidos.

## Carrera internacional
Todorovski fue internacional con la selección de fútbol de Macedonia del Norte, con la que debutó en un partido amistoso frente a la selección de fútbol de China, que acabó con derrota para los macedonios por 2-0.
Su último partido con la selección fue el 30 de marzo de 2015, frente a Australia.
También fue internacional sub-21, sub-19 y sub-17 con Macedonia del Norte.

## Clubes
| Club                   | País                | Año         |
| ---------------------- | ------------------- | ----------- |
| FK Kumanovo            | Macedonia del Norte | 2002 - 2003 |
| FK Sileks              | Macedonia del Norte | 2004 - 2007 |
| Dinamo de Bucarest     | Rumania             | 2008 - 2010 |
| FK Renova (cedido)     | Macedonia del Norte | 2008 - 2010 |
| FK Rabotnički          | Macedonia del Norte | 2011 - 2014 |
| KF Shkëndija           | Macedonia del Norte | 2015 - 2019 |
| FK Rabotnički (cedido) | Macedonia del Norte | 2018        |
| KF Teuta Durrës        | Albania             | 2019 - Act. |

## Palmarés

### Títulos nacionales
| Título                                  | Club            | País                | Año  |
| --------------------------------------- | --------------- | ------------------- | ---- |
| Primera División de Macedonia del Norte | FK Renova       | Macedonia del Norte | 2010 |
| Primera División de Macedonia del Norte | FK Rabotnički   | Macedonia del Norte | 2014 |
| Copa de Macedonia del Norte             | FK Rabotnički   | Macedonia del Norte | 2014 |
| Copa de Macedonia del Norte             | FK Rabotnički   | Macedonia del Norte | 2015 |
| Copa de Macedonia del Norte             | KF Shkëndija    | Macedonia del Norte | 2016 |
| Primera División de Macedonia del Norte | KF Shkëndija    | Macedonia del Norte | 2018 |
| Copa de Macedonia del Norte             | KF Shkëndija    | Macedonia del Norte | 2018 |
| Copa de Albania                         | KF Teuta Durrës | Albania             | 2020 |
| Supercopa de Albania                    | KF Teuta Durrës | Albania             | 2020 |